# Zlatník (okres Vranov nad Topľou)
Zlatník je obec na Slovensku v okrese Vranov nad Topľou. Žije zde 74 obyvatel.

## Poloha
Obec se nachází v severozápadní části Podslanské pahorkatiny v severním cípu Východoslovenské pahorkatiny, a tedy ve Východoslovenské nížině, v údolí potoka Zlatníček, který vyvěrá ze studánky na svahu kopce Ivanov vrch (813 m n. m.) a je pravostranným přítokem řeky Topľe. Východní pahorkatinný ráz přechází v členitou vrchovinu na západě položenou na sopečných horninách. Území leží v nadmořské výšce 210–813 m, střed obce leží ve výšce 270 m n. m. a je vzdálen 17 km od Vranova nad Topľou. Východní část území je odlesněná, západní je zalesněna souvislým lesním porostem tvořeným převážně buky a duby. Západně od obce stojí vyhlídková věž vysoká 21,7 m postavena v roce 2018. Věž se nachází v oblasti Chránené vtáčie údolie Slanské vrchy.

### Sousední obce
Sousedními obcemi jsou Hermanovce nad Topľou na západě a severozápadě, Čierne nad Topľou na severu, severovýchodě a východě a Hlinné na jihovýchodě a jihu.

## Historie
První písemná zmínka o obci pochází z roku 1478, kde je uvedena jako Aranyos. Obec byla založena v 15. století na valašském právu se šoltysem v obci a patřila rodu Barkóczy. V roce 1713 zde žilo 12 daňových poplatníků, v roce 1828 zde bylo 20 domů a 150 obyvatel, kteří se živili zemědělstvím. V roce 1900 v obci žilo 79 obyvatel a 124 v roce 1970. Do roku 1918 patřila obec Zemplínské župě k Uherskému království, poté se stala součástí Československa a později Slovenska. V době první republiky zde někteří obyvatelé pracovali sezónně jako lesní dělníci. V roce 1943 a později v obci působily partyzánské skupiny, které našly podporu i mezi obyvatelstvem. Po druhé světové válce bylo v roce 1959 založeno místní Jednotné zemědělské družstvo (JRD), které však bylo později zrušeno, přičemž orná půda připadla Státnímu statku Hanušovce. Někteří obyvatelé dojížděli za prací do průmyslových závodů v okolí.

## Církev a chrám
Obec náleží pod řeckokatolickou farnost Petkovice, děkanát Hanušovce nad Topľou archeparchie prešovské.
Nachází se zde řeckokatolický chrám Nanebevstoupení Páně. Chrám je jednolodní historizující stavba s půlkruhovým závěrem a mírně představěnou věží z roku 1939. Fasády kostela jsou členěny půlkruhově zakončenými okny seskupenými do motivu biforia (sdružené okno). Věž se ve spodní části rozšiřuje do soklu s kyklopským zdivem. Průčelí je zakončeno prolamovaným štítem, věž je zakončena zvonovou helmicí.
V interiéru je oltář umístěný v půlkruhové apsidě, který zdobí obraz Nanebevstoupení Páně. Stěny jsou ve spodní části obloženy mramorem.